# Dario Đumić
Dario Đumić (Sarajevo, 30 gennaio 1992) è un calciatore bosniaco con cittadinanza danese, difensore dell'Eldense.

## Carriera

### Nazionale
Il 16 marzo 2017, viene convocato per la prima volta nella nazionale bosniaca dal CT Baždarević, per la partita valida alla qualificazione al Mondiale 2018 contro Gibilterra e per l'amichevole contro l'Albania. Debutta il 28 marzo seguente, giocando da titolare contro quest'ultima.

## Statistiche

### Presenze e reti nei club
Statistiche aggiornate al 28 maggio 2017.
| Stagione            | Squadra             | Campionato          | Campionato | Campionato | Coppe nazionali | Coppe nazionali | Coppe nazionali | Coppe continentali | Coppe continentali | Coppe continentali | Altre coppe | Altre coppe | Altre coppe | Totale | Totale |
| Stagione            | Squadra             | Comp                | Pres       | Reti       | Comp            | Pres            | Reti            | Comp               | Pres               | Reti               | Comp        | Pres        | Reti        | Pres   | Reti   |
| ------------------- | ------------------- | ------------------- | ---------- | ---------- | --------------- | --------------- | --------------- | ------------------ | ------------------ | ------------------ | ----------- | ----------- | ----------- | ------ | ------ |
| 2011-2012           | Brøndby             | SL                  | 14         | 1          | CD              | 0               | 0               | UEL                | 0                  | 0                  | -           | -           | -           | 14     | 1      |
| 2012-2013           | Brøndby             | SL                  | 21         | 1          | CD              | 3               | 1               | -                  | -                  | -                  | -           | -           | -           | 24     | 2      |
| 2013-2014           | Brøndby             | SL                  | 24         | 0          | CD              | 1               | 0               | -                  | -                  | -                  | -           | -           | -           | 25     | 0      |
| 2014-2015           | Brøndby             | SL                  | 26         | 0          | CD              | 2               | 0               | UEL                | 1                  | 0                  | -           | -           | -           | 29     | 0      |
| 2015-gen. 2016      | Brøndby             | SL                  | 7          | 0          | CD              | 1               | 0               | UEL                | 6                  | 0                  | -           | -           | -           | 14     | 0      |
| Totale Brøndby      | Totale Brøndby      | Totale Brøndby      | 92         | 2          |                 | 7               | 1               |                    | 7                  | 0                  |             | -           | -           | 106    | 3      |
| gen.-giu. 2016      | NEC Nijmegen        | E                   | 16         | 1          | CO              | -               | -               | -                  | -                  | -                  | -           | -           | -           | 16     | 1      |
| 2016-2017           | NEC Nijmegen        | E                   | 34+4       | 4          | CO              | 1               | 0               | -                  | -                  | -                  | -           | -           | -           | 39     | 4      |
| Totale NEC Nijmegen | Totale NEC Nijmegen | Totale NEC Nijmegen | 50+4       | 4          |                 | 1               | 0               |                    | -                  | -                  |             | -           | -           | 55     | 4      |
| Totale carriera     | Totale carriera     | Totale carriera     | 142+4      | 6          |                 | 8               | 1               |                    | 7                  | 0                  |             | -           | -           | 161    | 7      |

### Cronologia presenze e reti in nazionale
| Cronologia completa delle presenze e delle reti in nazionale ― Bosnia ed Erzegovina | Cronologia completa delle presenze e delle reti in nazionale ― Bosnia ed Erzegovina | Cronologia completa delle presenze e delle reti in nazionale ― Bosnia ed Erzegovina | Cronologia completa delle presenze e delle reti in nazionale ― Bosnia ed Erzegovina | Cronologia completa delle presenze e delle reti in nazionale ― Bosnia ed Erzegovina | Cronologia completa delle presenze e delle reti in nazionale ― Bosnia ed Erzegovina | Cronologia completa delle presenze e delle reti in nazionale ― Bosnia ed Erzegovina | Cronologia completa delle presenze e delle reti in nazionale ― Bosnia ed Erzegovina |
| Data                                                                                | Città                                                                               | In casa                                                                             | Risultato                                                                           | Ospiti                                                                              | Competizione                                                                        | Reti                                                                                | Note                                                                                |
| ----------------------------------------------------------------------------------- | ----------------------------------------------------------------------------------- | ----------------------------------------------------------------------------------- | ----------------------------------------------------------------------------------- | ----------------------------------------------------------------------------------- | ----------------------------------------------------------------------------------- | ----------------------------------------------------------------------------------- | ----------------------------------------------------------------------------------- |
| 28-3-2017                                                                           | Elbasan                                                                             | Albania                                                                             | 1 – 2                                                                               | Bosnia ed Erzegovina                                                                | Amichevole                                                                          | -                                                                                   |                                                                                     |
| 9-6-2017                                                                            | Zenica                                                                              | Bosnia ed Erzegovina                                                                | 0 – 0                                                                               | Grecia                                                                              | Qual. Mondiali 2018                                                                 | -                                                                                   | 69’                                                                                 |
| 3-9-2017                                                                            | Faro                                                                                | Gibilterra                                                                          | 0 – 4                                                                               | Bosnia ed Erzegovina                                                                | Qual. Mondiali 2018                                                                 | -                                                                                   | 86’                                                                                 |
| 7-10-2017                                                                           | Sarajevo                                                                            | Bosnia ed Erzegovina                                                                | 3 – 4                                                                               | Belgio                                                                              | Qual. Mondiali 2018                                                                 | 1                                                                                   |                                                                                     |
| 10-10-2017                                                                          | Tallinn                                                                             | Estonia                                                                             | 1 – 2                                                                               | Bosnia ed Erzegovina                                                                | Qual. Mondiali 2018                                                                 | -                                                                                   | 46’                                                                                 |
| Totale                                                                              |                                                                                     | Presenze                                                                            | 5                                                                                   |                                                                                     | Reti                                                                                | 1                                                                                   |                                                                                     |